# Publius Aelius Ammonius
Publius Aelius Ammonius (Πόπλιον Αἴλιον Ἀμμώνιον) war ein im 3. Jahrhundert n. Chr. lebender Angehöriger des römischen Ritterstandes (Eques).
Durch eine Inschrift in griechischer Sprache, die in Tomis gefunden wurde, ist die militärische Laufbahn (siehe Tres militiae) von Ammonius bekannt. Er war zunächst Präfekt (ἔπαρχος) einer Cohors Hispanorum (χώρτης Ἑσπάνων). Danach übernahm er als Tribun (τριβοῦνον) die Leitung einer Cohors I Germanorum (χώρτης αʹ Γερμάνων). Im Anschluss wurde er Präfekt der Ala I Flavia Gaetulorum (ἄλης αʹ Φλαουίας Γετούλων). Zuletzt war er Kommandeur (ἔπαρχος) der Classis Flavia Moesica Gordiana (κλάσσης Φλαουίας Μυσικῆς Γορδιανῆς).

## Cohors Hispanorum
Margaret M. Roxan ordnet Ammonius der Cohors V Hispanorum zu, die in der Provinz Moesia inferior stationiert war. John Spaul ordnet ihn der Cohors VI Hispanorum zu, die in der Provinz Arabia stationiert war. Michael Alexander Speidel ordnet ihn der Cohors II Hispanorum zu, die in der Provinz Galatia et Cappadocia stationiert war.

## Cohors I Germanorum
Es gab mehrere Einheiten mit dieser Bezeichnung (siehe Cohors I Germanorum). John Spaul ordnet Ammonius der Cohors I Germanorum zu, die in der Provinz Moesia inferior stationiert war. Jörg Scheuerbrandt, Michael Alexander Speidel und Ovidiu Țentea, Florian Matei-Popescu ordnen ihn der Cohors I Germanorum zu, die in der Provinz Cappadocia stationiert war.